# Ramsdalsbergen
Ramsdalsbergen är kullar i Åland (Finland). De ligger i den västra delen av landskapet, 24 km nordväst om huvudstaden Mariehamn.
I omgivningarna runt Ramsdalsbergen växer i huvudsak blandskog. Runt Ramsdalsbergen är det glesbefolkat, med 11 invånare per kvadratkilometer.